# NGC 4812
NGC 4812 ist eine Linsenförmige Galaxie vom Hubble-Typ S0 im Sternbild Zentaur am Südsternhimmel. Sie ist schätzungsweise 156 Millionen Lichtjahre von der Milchstraße entfernt und hat einen Durchmesser von etwa 60.000 Lj.
Sie bildet zusammen mit NGC 4811 eine gravitationelle Doppelgalaxie.
Das Objekt wurde  am 8. Juni 1834 von John Herschel mit einem 18–Zoll–Spiegelteleskop entdeckt, der sie dabei mit „eF, R, gbM, 30 arcseconds, 1.5′ distant from the foregoing [NGC 4811] position - 170.9 degrees“ beschrieb.